# لاري ويد
لاري ويد (بالإنجليزية: Larry Wade) هو منافس ألعاب قوى أمريكي، ولد في 22 نوفمبر 1974 في غيدينغز في الولايات المتحدة.

## وصلات خارجية
- لاري ويد على موقع الاتحاد الدولي لألعاب القوى (الإنجليزية)